# Kobylí a Plchov
Kobylí a Plchov je část města Bystřice v okrese Benešov. Nachází se asi 5,1 km na jihovýchod od Bystřice a sestává z vesnic Kobylí a Plchov. Je zde evidováno 22 adres. V katastrálním území Kobylí leží i části obce Hlivín a Vojslavice.

## Historie
První písemná zmínka o vesnici pochází z roku 1406.